# 八代海

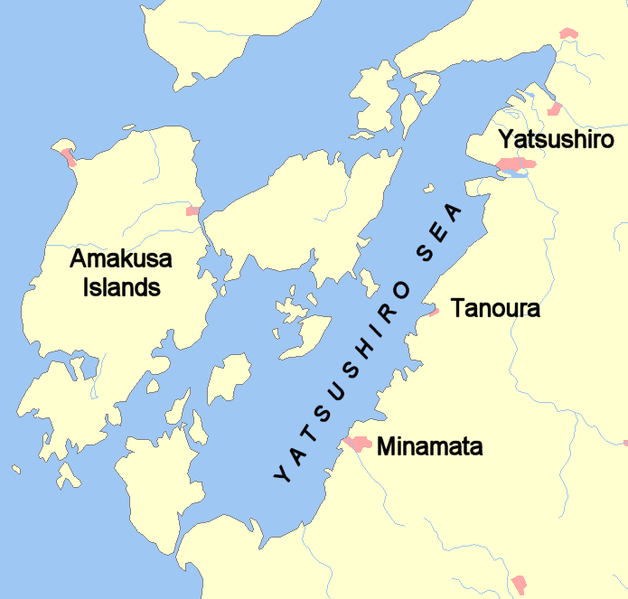
八代海

八代海（やつしろかい），又名不知火海（しらぬいかい），是熊本縣與鹿兒島縣之間的海域。與九州本土之間有天草群島相隔，北為有明海，南為東中國海。

## 沿岸的主要都市
- 八代市
- 水俣市

## 沿岸的港灣
- 三角港（日语：三角港）（東港）
- 八代港（日语：八代港）
- 佐敷港
- 水俣港（日语：水俣港）
- 本渡港（日语：本渡港）

## 沿岸鐵路
- 鹿兒島本線
- 肥薩橙鐵道

## 關聯條目
- 水俣病
- 海市蜃樓